# Gen khuất
Gen khuất (hay gen bị át khuất, gen bị át chế, gen bị ức chế, tiếng Anh: hypostatic gene) là gen có kiểu hình bị thay đổi do sự biểu hiện của một alen tại một locus riêng biệt, trong một sự kiện tương tác gen.
Ví dụ: Ở chó tha mồi Labrador, màu lông sô cô la là kết quả của tính đồng hợp tử đối với một gen tham gia hoạt động tương tác, tạo ra gen "đen và nâu". Trong trường hợp này, những alen quy định con chó có bộ lông màu đen hay nâu là thuộc về gen khuất.